# Stan Getz – at Storyville Vol. 2
Stan Getz – at Storyville Vol. 2 – koncertowy album muzyczny nagrany przez kwintet amerykańskiego saksofonisty jazzowego Stana Getza. 

## O albumie
Występ zespołu zarejestrowano 28 października 1951 w bostońskim klubie Storyville, którego właściciel – George Wein – zaangażował Stan Getz Quartet na dwa tygodnie. Lokalna stacja radiowa często nadawała audycje z tego klubu transmitując koncerty muzyków na swojej antenie. Zostało to wykorzystane przez wytwórnię Royal Roost Records, z którą Getz miał kontrakt, i pod koniec pierwszego tygodnia ich pobytu w Storyville jeden z takich występów został zarejestrowany.
Część nagrań została opublikowana właśnie na płycie Stan Getz – at Storyville Vol. 2. Album został wydany przez wytwórnię Roost w 1957. Utwór "Parker 51" jest przeróbką (dokonaną przez Jimmy'ego Raneya) znanego standardu Raya Noble'a "Cherokee"; "Jumping with Symphony Sid" Lestera Younga jest wyrazem uznania dla muzyka, którego Getz szczególnie cenił.
Pierwsza część nagrań ukazała się na LP Stan Getz Quintet – Jazz at Storyville w 1952. Późniejsze reedycje (na CD) zazwyczaj zawierają nagrania z obu tych LP razem (plus nagrania dodatkowe). Cyfrowo zremasteryzowane wydanie japońskie Toshiba EMI z 26 kwietnia 2002 (z okładką będąca reprodukcją wydania Roost RLP 40) zawiera dodatkowe – czternaste – nagranie: "Wildwood".

## Muzycy
- Stan Getz – saksofon tenorowy
- Al Haig – fortepian
- Teddy Kotick – kontrabas
- Jimmy Raney – gitara
- Tiny Kahn – perkusja

## Lista utworów z LP
Strona A
| 1. | "Hershey Bar" (Johnny Mandel)                       | 3:30  |
|    |                                                     |       |
| 2. | "Rubberneck"(Frank Rosolino)                        | 4:28  |
|    |                                                     |       |
| 3. | "Signal" (Jimmy Raney)                              | 6:00  |
|    |                                                     |       |
| 4. | "Everything Happens to Me" (Tom Adair, Matt Dennis) | 3:15  |
|    |                                                     |       |
|    |                                                     | 17:13 |
|    |                                                     |       |
Strona B
| 5. | "Jumping with Symphony Sid" (Lester Young) | 7:50  |
|    |                                            |       |
| 6. | "Yesterdays" (Jerome Kern, Otto Harbach)   | 3:01  |
|    |                                            |       |
| 7. | "Budo" (Bud Powell)                        | 5:18  |
|    |                                            |       |
|    |                                            | 16:09 |
|    |                                            |       |

## Lista utworów z CD
| 1.  | "Thou Swell" (Lorenz Hart, Richard Rodgers)           | 4:24    |
|     |                                                       |         |
| 2.  | "The Song Is You" (Oscar Hammerstein II, Jerome Kern) | 7:11    |
|     |                                                       |         |
| 3.  | "Mosquito Knees" (Gigi Gryce)                         | 5:21    |
|     |                                                       |         |
| 4.  | "Pennies from Heaven" (Johnny Burke, Arthur Johnson)  | 5:07    |
|     |                                                       |         |
| 5.  | "Move" (Denzil Best)                                  | 6:02    |
|     |                                                       |         |
| 6.  | "Parker 51" (Jimmy Raney)                             | 6:06    |
|     |                                                       |         |
| 7.  | "Hershey Bar" (Johnny Mandel)                         | 3:33    |
|     |                                                       |         |
| 8.  | "Rubberneck" (Frank Rosolino)                         | 4:25    |
|     |                                                       |         |
| 9.  | "Signal" (Jimmy Raney)                                | 5:51    |
|     |                                                       |         |
| 10. | "Everything Happens to Me" (Tom Adair, Matt Dennis)   | 3:21    |
|     |                                                       |         |
| 11. | "Jumping with Symphony Sid" (Lester Young)            | 7:25    |
|     |                                                       |         |
| 12. | "Yesterdays" (Jerome Kern, Otto Harbach)              | 2:58    |
|     |                                                       |         |
| 13. | "Budo" (Bud Powell)                                   | 5:11    |
|     |                                                       |         |
|     |                                                       | 1:06:55 |
|     |                                                       |         |

## Informacje uzupełniające
- Producent (CD) – Teddy Reig
- Producent wznowienia (CD) – Michael Cuscuna
- Przegranie taśm (tape transfers) – Tristan Powell, Malcolm Addey
- Autor noty na wkładce – Alun Morgan
- Łączny czas nagrań – 66:55